# Crimmitschau
Crimmitschau – miasto w Niemczech, w kraju związkowym Saksonia, w powiecie Zwickau, siedziba wspólnoty administracyjnej Crimmitschau-Dennheritz. W 2005 miasto liczyło ok. 22 tys. mieszkańców.

## Gospodarka
W mieście rozwinął się przemysł włókienniczy, maszynowy oraz meblarski.

## Transport
- Crimmitschau (stacja kolejowa)

## Sport
- ETC Crimmitschau – klub hokeja na lodzie

## Współpraca
Miejscowości partnerskie:
- Bystřice nad Pernštejnem, Czechy
- Wiehl, Nadrenia Północna-Westfalia